# غاري بايتون الثاني
غاري بايتون الثاني (بالإنجليزية: Gary Payton II)‏ مواليد 1 ديسمبر 1992 في سياتل، هو لاعب كرة سلة أمريكي. بدأ مسيرته الاحترافية في سنة 2016. يلعب مع ميلووكي باكز في الرابطة الوطنية لكرة السلة كلاعب هجوم خلفي. يحمل الرقم 0. يبلغ طوله 6 قدم 3 بوصة (1.9 م).

## إحصائيات المسيرة

### الموسم الاعتيادي
| السنة   | الفريق       | لعب | بدأ | دقيقة | ميداني% | ثلاثية | حرة  | ارتداد | صنع | استلاب | تصدي | نقطة |
| ------- | ------------ | --- | --- | ----- | ------- | ------ | ---- | ------ | --- | ------ | ---- | ---- |
| 2016–17 | ميلووكي باكز | 6   | 0   | 16.5  | .364    | .111   | .600 | 2.0    | 2.2 | .5     | .7   | 3.3  |
| المسيرة | المسيرة      | 6   | 0   | 16.5  | .364    | .111   | .600 | 2.0    | 2.2 | .5     | .7   | 3.3  |

## روابط خارجية
- غاري بايتون الثاني على موقع إن بي أي (الإنجليزية)
- غاري بايتون الثاني على موقع سبورتس رفرنس (الإنجليزية)
- غاري بايتون الثاني على موقع كرة السلة الأوروبية.كوم (الإنجليزية)
- غاري بايتون الثاني على موقع DraftExpress.com (الإنجليزية)
- غاري بايتون الثاني على موقع إي إس بي إن.كوم (الإنجليزية)
- غاري بايتون الثاني على موقع كلية كرة السلة في سبورتس رفرنس.كوم (الإنجليزية)
- غاري بايتون الثاني على موقع ريلجم (الإنجليزية)
- غاري بايتون الثاني على موقع بروبوليرز (الإنجليزية)
- غاري بايتون الثاني على موقع سبورتس رفرنس (الإنجليزية)